# Friedrich Fischer (Politiker, 1865)
Friedrich Fischer (* 6. Februar 1865 in Stuttgart; † 18. Juli 1934 ebenda) war ein deutscher Politiker der SPD.

## Beruf
Friedrich Fischer war nach seiner Lehrzeit als Feintäschner in Stuttgart tätig, ehe er von 1887 bis 1925 Buchhändler beim Verlag von J.H.W. Dietz wurde. 

## Politische Betätigung
Friedrich Fischer trat etwa um das Jahr 1885 in die SPD ein und gehörte seit 1887 fast ununterbrochen dem Landesvorstand der Partei in Württemberg an. Von 1903 bis 1907 war er auch im Vorstand der Stuttgarter SPD und besaß von 1906 bis 1912 ein Mandat als Abgeordneter der Zweiten Kammer des Landtages noch zu den Zeiten des Königreichs Württemberg. Von 1899 bis 1900 und zum zweiten Mal von 1913 bis 1920 war Fischer Landesvorsitzender der württembergischen SPD und von 1917 bis 1924 Mitglied der zentralen Kontrollkommission der Partei. Im November 1918 gehörte er dem Arbeiterrat Groß-Stuttgart an und wurde von der provisorischen Regierung Blos als Bevollmächtigter für die Polizei in Stuttgart eingesetzt. Bei der Wahl vom 12. Januar 1919  zur Verfassunggebenden Landesversammlung zog er in den württembergischen Landtag ein, legte sein Mandat aber am 10. Oktober 1919 nach der Verkündung der Verfassung des Volksstaates Württemberg nieder. Wilhelm Kowald rückte für ihn nach. Von 1919 bis 1925 war Fischer Mitglied des Gemeinderats der Stadt Stuttgart und dort Vorsitzender der SPD-Fraktion.